# Copa de Moldavia 2020-21
La Copa de Moldavia 2020-21 fue la edición número 30 de la Copa de Moldavia. La competición empezó el 8 de agosto de 2020 y terminó el 30 de mayo de 2021. El equipo campeón accedió a la primera ronda de clasificación de la Liga de Conferencia Europa de la UEFA 2021-22.
Sfântul Gheorghe conquistó su 1º título tras ganar en la final al Sheriff Tiraspol en los penales por un marcador de 3-2.

## Fechas
La ronda preliminar y las dos primeras rondas propiamente dichas serán regionalizadas para reducir los costos de viaje de los equipos.
| Round            | Match dates              | Fixtures | Clubes  |
| ---------------- | ------------------------ | -------- | ------- |
| Ronda preliminar | 8 de agosto de 2020      | 9        | 47 → 38 |
| Primera ronda    | 15-16 de agosto de 2020  | 14       | 38 → 24 |
| Segunda ronda    | 28–29 de agosto de 2020  | 8        | 24 → 16 |
| Octavos de final | 27–28 de octubre de 2020 | 8        | 16 → 8  |
| Cuartos de final | 19–20 de abril de 2021   | 4        | 8 → 4   |
| Semifinales      | 4 de mayo de 2021        | 2        | 4 → 2   |
| Final            | 28 de mayo de 2021       | 1        | 2 → 1   |

## Primera ronda preliminar
| Fecha               | Hora  | Partido           | Partido        | Partido            |
| ------------------- | ----- | ----------------- | -------------- | ------------------ |
| 8 de agosto de 2020 | 17:30 | Mănoilești        | 3-2            | Olimpia Natalievca |
| 8 de agosto de 2020 | 17:30 | Visoca            | 1-0            | Cruiz Plus         |
| 8 de agosto de 2020 | 17:30 | Rîșcani           | 0-1            | Inter Soroca       |
| 8 de agosto de 2020 | 17:30 | Codru Juniori     | 4-4 (pen. 5-6) | FC Pepeni          |
| 8 de agosto de 2020 | 17:30 | Sokol Copceac     | 3-1            | Slobozia Mare      |
| 8 de agosto de 2020 | 17:30 | Cimișlia          | 3-1            | Sinteza Căușeni    |
| 8 de agosto de 2020 | 17:30 | Academia Viitorul | 1-9            | ARF Ialoveni       |
| 8 de agosto de 2020 | 17:30 | Văsieni           | 3-0            | Cricova            |

## Primera ronda
| Fecha                | Hora  | Partido        | Partido    | Partido            |
| -------------------- | ----- | -------------- | ---------- | ------------------ |
| 15 de agosto de 2020 | 17:30 | Inter Soroca   | 2-3        | Fălești            |
| 15 de agosto de 2020 | 17:30 | Pepeni         | 0-7        | Victoria Bardar    |
| 15 de agosto de 2020 | 17:30 | Sokol Copceac  | 2-1        | Olimp Comrat       |
| 15 de agosto de 2020 | 17:30 | Cimișlia       | 1-5        | Spartanii Selemet  |
| 15 de agosto de 2020 | 17:30 | ARF Ialoveni   | 2-0        | Real Succes        |
| 15 de agosto de 2020 | 17:30 | Văsieni        | 0-5        | Cahul-2005         |
| 15 de agosto de 2020 | 17:30 | Edineț         | 0-1        | Bălți              |
| 15 de agosto de 2020 | 17:30 | FCM Ungheni    | 5-0        | Speranța Drochia   |
| 15 de agosto de 2020 | 17:30 | Maiak Chirsova | 1-2        | Tighina            |
| 15 de agosto de 2020 | 17:30 | Bogzești       | 1-2 (pró.) | Sporting Trestieni |
| 15 de agosto de 2020 | 17:30 | Sîngerei       | 2-0        | Grănicerul Glodeni |
| 15 de agosto de 2020 | 17:30 | Saksan         | 3-4 (pró.) | Sucleia            |
| 16 de agosto de 2020 | 17:30 | Mănoilești     | 1-4        | Sireți             |
| 16 de agosto de 2020 | 17:30 | Visoca         | 1-3        | Iskra Rîbnița      |

## Segunda ronda
| Fecha                | Hora  | Partido            | Partido | Partido           |
| -------------------- | ----- | ------------------ | ------- | ----------------- |
| 28 de agosto de 2020 | 16:30 | Bălți              | 0-2     | Florești          |
| 28 de agosto de 2020 | 16:30 | Iskra Rîbnița      | 4-0     | Sireți            |
| 28 de agosto de 2020 | 16:30 | Tighina            | 0-4     | Dacia Buiucani    |
| 29 de agosto de 2020 | 16:30 | FCM Ungheni        | 3-2     | Sîngerei          |
| 29 de agosto de 2020 | 16:30 | Fălești            | 1-5     | Victoria Bardar   |
| 29 de agosto de 2020 | 16:30 | Socol Copceac      | 2-0     | Spartanii Selemet |
| 29 de agosto de 2020 | 16:30 | ARF Ialoveni       | 0-5     | Cahul-2005        |
| 29 de agosto de 2020 | 16:30 | Sporting Trestieni | 3-1     | Sucleia           |

## Octavos de final
| Fecha                 | Hora  | Partido            | Partido    | Partido          |
| --------------------- | ----- | ------------------ | ---------- | ---------------- |
| 27 de octubre de 2020 | 13:00 | Milsami Orhei      | 7-1        | Victoria Bardar  |
| 27 de octubre de 2020 | 18:00 | Codru Lozova       | 1-0        | Cahul-2005       |
| 28 de octubre de 2020 | 13:00 | Zimbru Chișinău    | 0-1        | Florești         |
| 28 de octubre de 2020 | 13:00 | Petrocub Hîncești  | 4-1        | FCM Ungheni      |
| 28 de octubre de 2020 | 13:00 | Dinamo-Auto        | 13-0       | Socol Copceac    |
| 28 de octubre de 2020 | 13:00 | Sporting Trestieni | 0-4        | Sfîntul Gheorghe |
| 28 de octubre de 2020 | 13:00 | Speranța Nisporeni | 2-1 (pró.) | Dacia Buiucani   |
| 28 de octubre de 2020 | 15:00 | Sheriff Tiraspol   | 2-1        | Iskra Rîbnița    |

## Cuartos de final
| Fecha               | Hora  | Partido          | Partido    | Partido            |
| ------------------- | ----- | ---------------- | ---------- | ------------------ |
| 19 de abril de 2021 | 13:00 | Florești         | 1-2 (pró.) | Petrocub Hîncești  |
| 19 de abril de 2021 | 13:00 | Dinamo-Auto      | 2-1 (pró.) | Codru Lozova       |
| 20 de abril de 2021 | 13:00 | Sfîntul Gheorghe | 5-1 (pró.) | Speranța Nisporeni |
| 20 de abril de 2021 | 16:00 | Sheriff Tiraspol | 4-1        | Milsami Orhei      |

## Semifinales
| Fecha             | Hora  | Partido          | Partido    | Partido           |
| ----------------- | ----- | ---------------- | ---------- | ----------------- |
| 4 de mayo de 2021 | 15:00 | Dinamo-Auto      | 1-2 (pró.) | Sfîntul Gheorghe  |
| 4 de mayo de 2021 | 17:00 | Sheriff Tiraspol | 3-1        | Petrocub Hîncești |

## Final
| 30 de mayo de 2021, 20:00 | Sfîntul Gheorghe                     | 0:0 (t. s.)(3:2 p.)        | Sheriff Tiraspol                                  | Estadio Zimbru, Chişinău                                    |                                                             |
|                           |                                      | Reporte                    |                                                   | Asistencia: 2.737 espectadores Árbitro(s): Gabriel Tupicica | Asistencia: 2.737 espectadores Árbitro(s): Gabriel Tupicica |
|                           |                                      | Tiros desde el punto penal |                                                   |                                                             |                                                             |
|                           | - Slivca - Taras - Crăciun - Suvorov |                            | - Castañeda - Traoré - Thill - Kolovos - Belousov |                                                             |                                                             |

### Campeón
| Copa de Moldavia 2020-21   |
| -------------------------- |
| Sfîntul Gheorghe 1º Título |